# Мордехай Анелевич
Мордеха́й Анеле́вич (пол. Mordechaj Anielewicz, івр. מרדכי אנילֶביץ'; псевдоніми: Малахі, пол. Malachi; Мар'ян пол. Marian; Аньолек пол. Aniołek; нар. 1919 — пом. 8 травня 1943) — командувач Єврейської бойової організації та керівник повстання у Варшавському гетто (квітень-травень 1943).

## Біографія
Походив із єврейської родини, яка мешкала на варшавському Повіслі. Закінчив приватну гімназію для хлопців «Laor» і у 1938 році здав матуру. Від 1934 року належав до соціалістично-сіоністичної скаутської організації Га-Шомер Га-Цаір. Від 1937 року очолював відділення (gdud) загону «Bechazit» і був членом Проводу Га-Шомер Га-Цаір, а у 1939 році увійшов до Ради Проводу. Аби заробити на життя, іноді торгував. Був амбітний, спритний і підприємливий. Також був доволі успішний на журналістській ниві.
Під час Польської кампанії разом із друзями-скаутами намагався дістатися до Румунії. Але на той момент Червона армія вже вторглася в Польщу зі сходу. Радянська влада заарештувала Анелевича, але за короткий час він вийшов на свободу. Після капітуляції Варшави повернувся до міста, а під кінець 1939 року на кілька тижнів виїхав до Вільнюса. Після повернення до Варшави продовжував свою діяльність у Раді Проводу Га-Шомер Га-Цаір. Крім того, долучився до редагування газети Neged Hazerem (укр. Проти течії). Мав приязні стосунки з Емануелем Рінґельблюмом. Був хорошим товаришем; викликав довіру своєю скромністю, самоконтролем та проникливістю.
Навесні 1942 року став одним зі співорганізаторів Антифашистського блоку — організації, що діяла у різних гетто Генеральної губернії та Сілезії. У 1942 році як представник Блоку відвідав гетто в Бендзині та Сосновці. Повернувся до Варшави восени 1942 року, вже після завершення великої депортаційної акції до Треблінки.
Від жовтня 1942 року — комендант Єврейської бойової організації. Він був одним зі співорганізаторів успішного замаху 29 жовтня 1942 року на заступника коменданта Єврейської поліції Якуба Лейкіна (хоча й не брав у ньому безпосередньої участі).

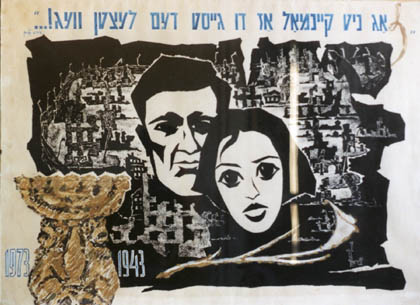
Мордехай Анелевич та Міра Фухрер у зруйнованому Варшавському гетто. Малюнок Шимона Ґармізе

Протягом 18-21 січня 1943 року керував першою збройною акцією самооборони у Варшавському гетто, яка призвела до призупинення другої нацистської операції з депортації мешканців гетто до Треблінки (так званої січневої акції); зокрема, загін під керівництвом Анелевича влився в колону євреїв, яких вели на Умшлагплац. Після його сигналу (на розі вулиць Заменгофа та Ніскої) вони атакували німецьких конвоїрів. Більшість єврейських бійців загинула, але кілька десятків євреїв з колони зуміли втекти. Січневі бої зміцнили позиції та авторитет Анелевича як очільника Єврейської бойової організації.
19 квітня 1943 року Мордехай Анелевич очолив повстання у Варшавському гетто. Загинув 8 травня 1943 року разом з іншими лідерами Єврейської бойової організації в оточеному німцями бункері на вулиці Мілій, 18. Деталі його смерті невідомі. В бункері тоді знаходилося близько 120 повстанців, серед них і дівчина Анелевича Міра Фухрер. Багато з них за закликом Ізраеля Вільнера здійснило самогубство.
Щоденник, який Анелевич вів до березня 1943 року, не зберігся.

## Нагороди та вшанування пам'яті

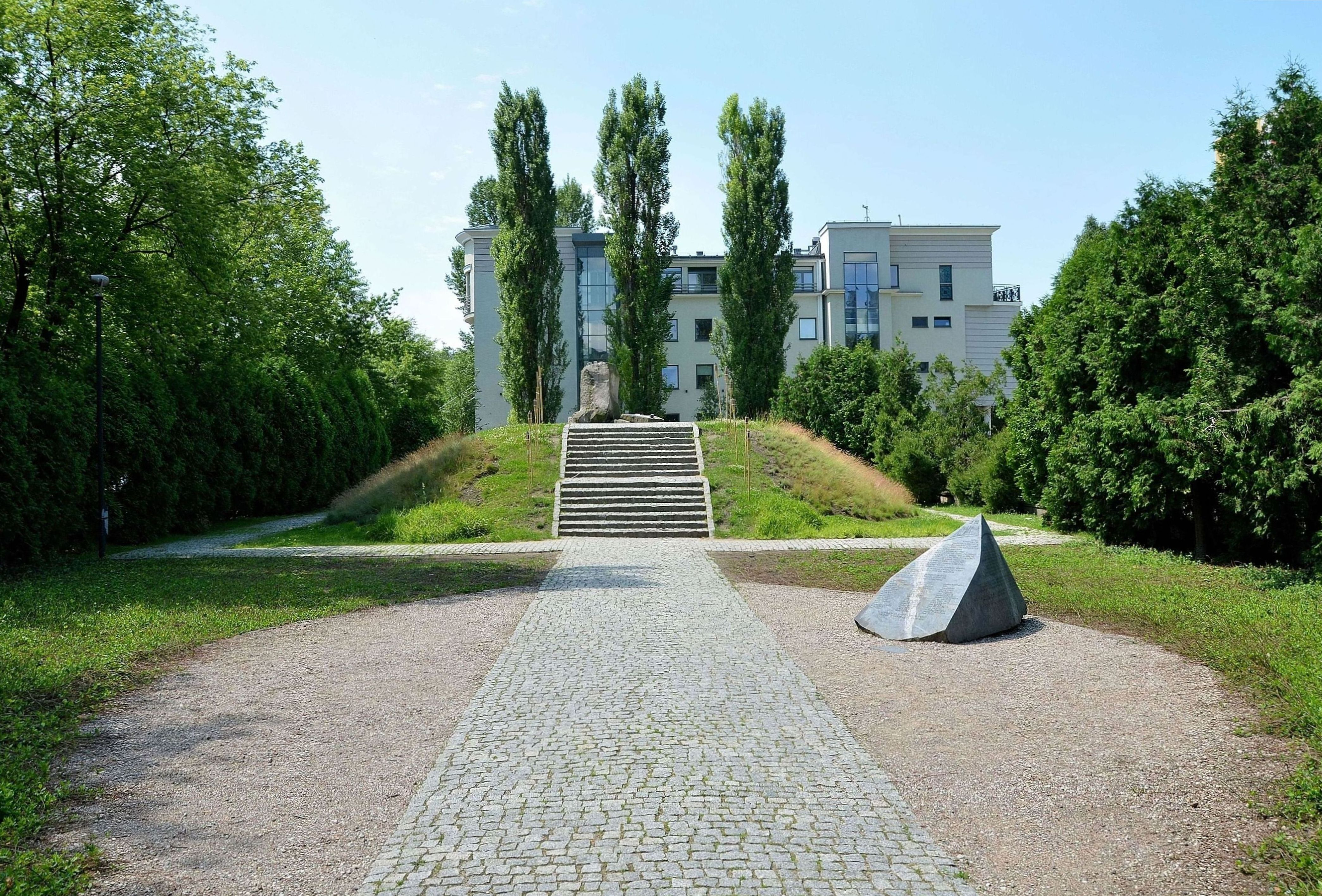
Курган Анелевича

Наказом L.400/BP Головної комендатури АК за 25 липня 1944 року Мордехай Анелевич був посмертно нагороджений Хрестом Хоробрих, а 18 квітня 1945 року керівництво Польської Народної армії надало йому Хрест Грюнвальда третього ступеня.
Ще протягом війни його іменем було названо партизанський відділ Гвардії Людової, утворений з учасників повстання у Варшавському гетто.
У 1955 році колишню вулицю Генсю було перейменовано на вулицю Мордехая Анелевича.
Мордехая Анелевич вшановано одним із кам'яних блоків варшавського Шляху пам'яті мучеництва і боротьби євреїв у Варшаві на вулиці Дубоіс. Його прізвище також є на обеліскові біля місця пам'яті на колишній вулиці Мілій, 18, названому Курганом Анелевича.
У Вишкові, біля мосту через Західний Буг, на місці будинку, де народився Анелевич, встановлено присвячений йому пам'ятник із написами польською, англійською та івритом.
Ім'я Анелевича носить кібуц Яд-Мордехай (укр. Пам'ять Мордехая) в Ізраїлі, заснований у 1943 році. У 1990 році у Варшавському університеті було відкрито Центр дослідження та навчання історії та культури євреїв у Польщі імені Мордехая Анелевича (пол. Centrum Badania i Nauczania Dziejów i Kultury Żydów w Polsce im. Mordechaja Anielewicza); від 2001 року Центр є підрозділом Історичного інституту Варшавського університету.
У 1983 році до 40-ї річниці смерті, в Ізраїлі було випущено набір із двох поштових марок із портретами Анелевича та Йозефа Ґлазмана, героїв Варшавського та Вільнюського гетто.